# Ca l'Isidre (Torrefeta)
Ca l'Isidre és una casa de Torrefeta, al municipi de Torrefeta i Florejacs (Segarra), inclosa a l'Inventari del Patrimoni Arquitectònic de Catalunya.

## Descripció
Edifici de tres plantes de pedra, tot arrebossat amb restes de pintura blanca.
A la planta baixa s'obre una porta rectangular amb motllura de pedra. Una inscripció ens indica "ISIDRO 1816 xxx" nom del seu primer propietari i renom que encara avui conserva.
A la primera planta s'hi pot observar dues portes balconeres amb motllura de pedra i un balcó corregut de forja. En aquestes motllures hi trobem dues mènsules, en una hi ha un escut heràldic, mentre que en l'altra es troben les inicials "JB".
A l'última planta de l'edifici només hi ha una finestra rectangular senzilla i la cornisa que la corona.